# Zákupské panství

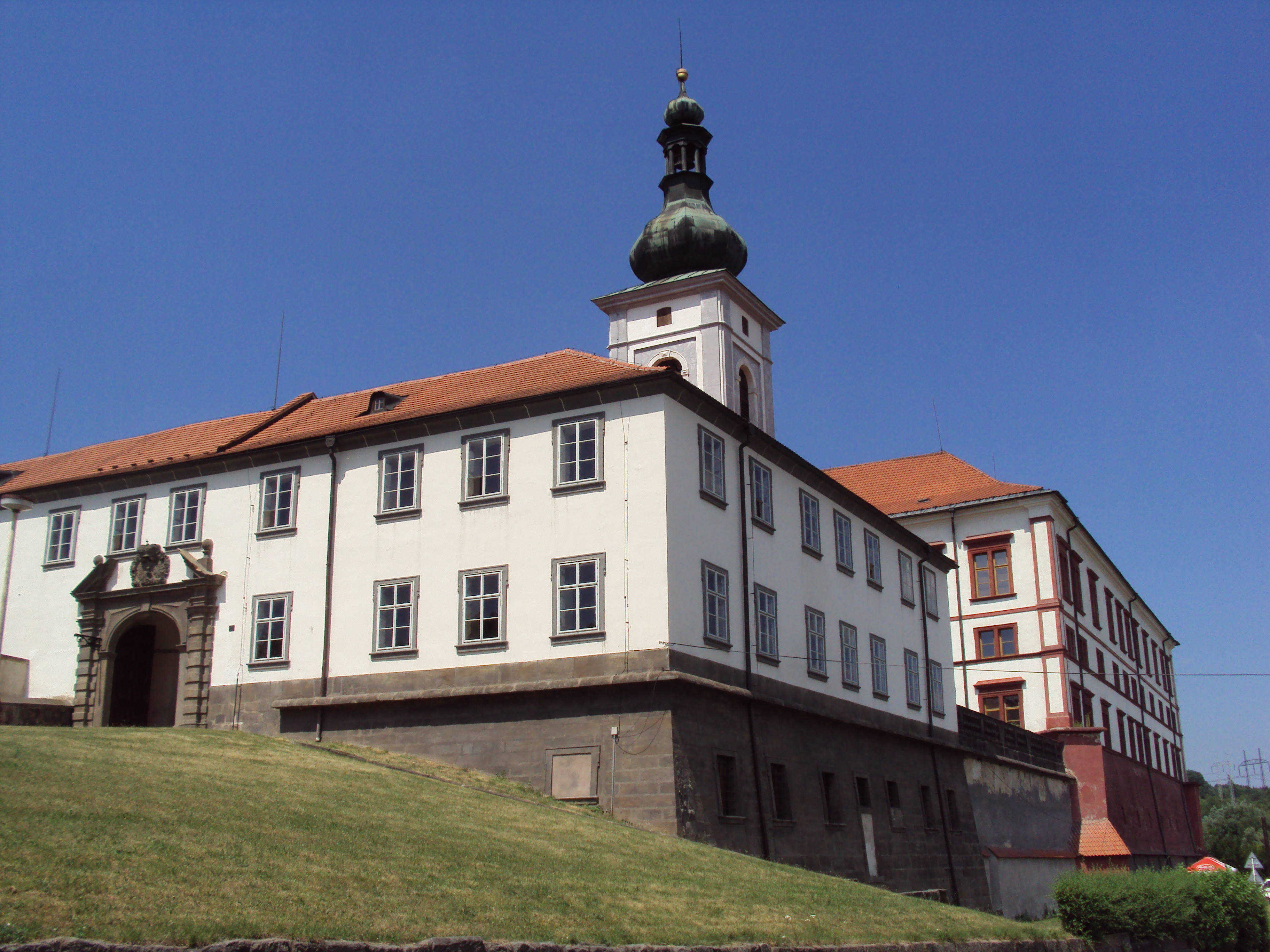
Centrem panství byl Zákupský zámek

Zákupské panství bylo územní celek v systému patrimoniální správy s centrem na zámku Zákupy. Na Českolipsku patřilo k největším, patřilo do něj 28 obcí. Panství formálně zaniklo při reformě po revoluci roku 1848, kdy bylo v zrušeno poddanství.

## Historie
Ve 14. století patřilo území Zákup pánům z Lipé, vladykům se Smojna a poté Vartenberkům. Od nich ho (asi) roku 1463 získali Berkové z Dubé a ti zde zůstali do roku 1612, kdy Zákupské panství koupil Jan Novohradský. Později roku 1632 panství vyženil vévoda Julius Jindřich Sasko-Lauenburský. Od něj panství získal dědictvím v roce 1665 jeho syn, Julius František Sasko-Lauenburský a podržel si ho do roku 1689, kdy zemřel. Od roku 1689 byla vlastníkem už velice rozsáhlého panství jeho dcera Anna Marie Františka, velkovévodkyně z Toskány. Pak následovala řada dalších šlechticů a v roce 1805 zadlužené Zákupské panství získal první z toskánské větve Habsburků, arcivévoda Ferdinand. Po něm se majitelem stal císař Ferdinand I. Rakouský a ten svým císařským diplomem v duchu ustanovení vídeňského kongresu vytvořil Zákupské vévodství, které věnoval Napoleonovi II., synovi francouzského císaře Napoleona Bonaparta. Habsburkové vlastnili zámek a velkostatek až do roku 1918.

## Rozsah v roce 1848
Do Zákupského panství, jehož majitelem byl roku 1848 zapsán Leopold II. velkokníže Toskánský (Habsburk), patřilo 28 obcí: Bohatice, Boreček, Božíkov, Brenná, Cvikov, Lasvice, Mařenice, Mařeničky, Naděje, Nové Zákupy, Častolovice, Dobranov, Dolní Světlá, Drnovec, Horní Světlá, Juliovka, Kamenice, Krompach, Kunratice u Cvikova, Nový Šidlov, Rousínov, Starý Šidlov, Svor, Trávník, Valy, Vítkov, Vlčí Důl a Zákupy.

## Úřední zánik panství
Po revoluci byla provedena v císařství Rakousko-Uherském rozsáhlá reforma státní správy a zrušen feudalismus. Panství byla zrušena, byly ustanoveny politické kraje a okresy. Zákupské panství bylo začleněno od 1. ledna 1850 do okresu Česká Lípa, podléhající novému, nepříliš dlouho trvajícímu Českolipskému kraji (zrušen 1855). Habsburkové zůstali majiteli zámku až do roku 1918, kdy byl zámek zestátněn.